# Hater
Hater is een Amerikaanse band, die eerder als underground band en nevenproject van de groepsleden kan beschouwd worden. De band bracht in 1994 een gelijknamig album uit, in 2005 verscheen het album The 2nd. De bandleden zijn Ben Shepherd, Matt Cameron, Alan Davis en John McBain (die op het tweede album in feite als gastartiest speelt).
Hater was oorspronkelijk bedoeld als een vervolg op Episode, een project en groep waar Ben Shepherd zich mee bezighield voor hij in 1990 bassist werd bij Soundgarden. Toen er tijdens een tournee van Soundgarden wat tijd over was, kwamen de Episode-leden op het idee een dozijn nummers, die ze nog liggen hadden voor Shepherd vertrok, op te nemen. John McBain (ex-gitarist bij Monster Magnet) kwam via Shepherd in contact met het project en de oorspronkelijke drummer Andy Miller werd vervangen door Matt Cameron (collega van Shepherd bij Soundgarden). Later vertrok ook originele bassist John Waterman, die door Alan Davis werd vervangen. Ook Brian Wood van Devilhead (broer van overleden Mother Love Bone-zanger Andrew Wood) was even lid geweest van Hater.
Zodoende bestond Hater toen uit Ben Shepherd (gitaar en zang), Matt Cameron (drums en zang), John McBain (gitaar) en Alen Davis (basgitaar). Ze namen een album Hater op, dat in 1994 bij A&M verscheen. Daarnaast traden ze af en toe op, wat voor Cameron (drummer bij Soundgarden) en Shepherd (bassist bij Soundgarden) een afwisseling was voor hun normale bezigheden. Het bleef lange tijd bij dit ene album uit 1994, hoewel de groep nog af en toe optredens gaf. Na Hater gingen Shepherd, Cameron en McBain naast hun hoofdbezigheden ook samenspelen in een ander nevenproject, namelijk Wellwater Conspiracy.
In 2005 verscheen het album The 2nd, dat met donkere, experimentele en psychedelische rock verder bouwde op het eerste album, en dat gebaseerd was op demo's uit 1995. Op het album bestaat Hater uit Ben Shepherd, Matt Cameron en Alan Davis. De originele leden John McBain en Brian Wood verschijnen als gasten op het album. Ook Bill Rieflin en Greg Keplinger verschijnen op het album.

## Discografie
- Hater (1994, A&M)
- The 2nd (2005, Burn Burn Burn Records)